# Anatole Kaletsky
Anatole Kaletsky (Mosca, 1º giugno 1952) è un economista e giornalista inglese di origine sovietica. Ha scritto dal 1976 per The Economist, The Financial Times e The Times di Londra prima di scrivere nel 2012 per Reuters e The International Herald Tribune. È stato nominato commentatore dell'anno dalla BBC con  What the Papers Say awards, e ha ha ricevuto due volte il British Press Award come scrittore specializzato dell'anno..
Kaletsky è consulente economico dal 1997, fornendo analisi politiche e consulenza sull'allocazione degli asset a oltre 800 istituzioni finanziarie, società multinazionali e organizzazioni internazionali attraverso la sua società, Gavekal, che è co-gestita con Louis e Charles Gave. È stato eletto nel Consiglio direttivo della Royal Economic Society nel 1998.

## Biografia
Kaletsky è nato nel 1952 a Mosca, URSS, e ha trascorso la sua infanzia in Polonia e Australia. Dal 1996 vive in Inghilterra e negli Stati Uniti.
Studiò alla Westminster City School, a quel tempo una scuola di grammatica nella City of Westminster nel centro di Londra, seguita dal King's College di Cambridge, dove si laureò con lode in Matematica, e poi ad Harvard, dove studiò grazie ad un Kennedy Memorial Scholar e conseguì un master in economia.

## Carriera
Nel 1976, Kaletsky si unì all'Economist, scrivendo di affari e finanza. Tre anni dopo si è trasferito al Financial Times, ricoprendo diversi incarichi tra cui capo dell'ufficio di New York, corrispondente da Washington, corrispondente di economia internazionale e corrispondente da Mosca. A partire dal 1990, Kaletsky è stato redattore economico del Times.  Lavorando a tempo pieno per queste testate dal 1976 al 1998,  è stato nominato commentatore dell'anno, giornalista economico dell'anno, giornalista europeo dell'anno e scrittore specializzato dell'anno.
Ha continuato a scrivere sul Times di Londra come redattore generale sino al 2012 quando è diventato editorialista della Reuters. I suoi articoli sono apparsi anche sulla stampa di tutto il mondo e sull'International New York Times. Dall'inizio del 2015, Kaletsky scrive poi per Project Syndicate e Prospect Magazine.

### "Capitalism 4.0"
Nel 2010, Kaletsky ha suggerito l’emergere di una nuova forma di capitalismo, che ha chiamato Capitalismo 4.0. La scrittura del libro -  
Capitalism 4.0: The Birth of a New Economy in the Aftermath of Crisis - è stata influenzata principalmente dalla crisi dei mutui subprime dal 2007 al 2009 e si basa sul modello o sulla fallibilità del capitalismo. Nel libro Kaletsky sostiene che il capitalismo "non è un insieme statico di istituzioni ma un sistema evolutivo che si reinventa e si rinvigorisce attraverso le crisi".
Nel 2012, Kaletsky è stato nominato presidente dell'Institute for New Economic Thinking, una fondazione fondata dopo la crisi finanziaria del 2008 con 200 milioni di dollari di sovvenzioni da George Soros, Paul Volcker, William Janeway, Jim Balsillie e altri finanziatori. INET è stata creata dopo la crisi per sfidare i presupposti tradizionali della ricerca economica contemporanea.
Sul suo blog Reuters, Kaletsky ha lanciato più volte un appello alle banche centrali affinché facciano un "allentamento quantitativo per il popolo". Questa soluzione consisterebbe nel consentire alle banche centrali di creare denaro esente da debito e di immetterlo nell'economia attraverso trasferimenti diretti di denaro ai cittadini (ad esempio l'helicopter money), invece di iniettare denaro attraverso il sistema bancario. Kaletsky sostiene che questa soluzione radicale "potrebbe essere un'altra idea, il momento è giunto".
Mentre la Cina attraversava un periodo di turbolenza del mercato azionario nell’estate del 2015, aggravato dalla “debolezza economica, dal panico finanziario e dalla risposta politica a questi problemi”, Kalestsky non era d’accordo con coloro che sostenevano che la Cina fosse “l’anello più debole dell’economia globale”.  Ha affermato che "i dati economici deboli portano a turbolenze finanziarie, che inducono errori politici che a loro volta alimentano ulteriore panico finanziario, debolezza economica ed errori politici".
Nel Project Syndicate del febbraio 2016, Kaletsky ha predetto (con sicurezza ma sbagliando) che la Gran Bretagna non avrebbe votato a favore dell’uscita dall’Unione Europea. Nel marzo 2020, ha parlato alla conferenza Investment Week Funds to Watch sugli effetti previsti del Coronavirus. È membro del consiglio dell'organizzazione Best for Britain.
Continua a scrivere per il Business Times.

## Vita privata
Kaletsky è sposato con Fiona Murphy, una produttrice di film documentari, Hanno tre figli: Kitty, Misha e Sasha.